# Músculo estapedio
El músculo estapedio o músculo del estribo es el músculo esquelético más pequeño del cuerpo humano. Con poco más de un milímetro de largo, se encarga de estabilizar al hueso más pequeño del cuerpo, el estribo.

## Estructura
El estapedio emerge de un agujero milimétrico en el vértice de la eminencia piramidal (una prominencia hueca, con forma de cono, en la pared posterior de la cavidad timpánica) y se inserta en el cuello del estribo.

### Inervación
El estapedio está inervado por el nervio estapedio, rama del nervio facial (VII par craneal).

## Función
El estapedio amortigua las vibraciones del estribo al tirar de su cuello. Previene el movimiento excesivo del estribo, ayudando a controlar la amplitud de las ondas sonoras del ambiente externo general al oído interno. Esto protege al oído interno de sonidos de alto volumen, principalmente de la voz del propio individuo.

## Importancia clínica
La parálisis del estapedio, como la que ocurre como resultado de un daño al nervio facial, distal al ganglio geniculado antes de su rama al músculo (lo que también provocaría parálisis de Bell), permite una mayor oscilación del estribo, resultando en una respuesta aumentada de los huesecillos del oído a las vibraciones sonoras. Esta condición, conocida como hiperacusia, provoca que sonidos normales sean percibidos como muy fuertes.

## Variación evolutiva
Al igual que el hueso estribo al que se adhiere, el músculo estapedio comparte historia evolutiva con otras estructuras de vertebrados. 
El estapedio de mamíferos evolucionó a partir de un músculo llamado depresor de la mandíbula en otros tetrápodos, cuya función era abrir la mandíbula (esta función fue asumida por el músculo digástrico en mamíferos). El depresor de la mandíbula surgió a partir del elevador del opérculo en los peces óseos, y es equivalente al epihioideo en los tiburones. Al igual que el estapedio, todos estos músculos derivan del arco hioideo (segundo arco faríngeo), y son inervados por el nervio facial.